# Geocerthia serrana
La  bandurrita estriada (Geocerthia serrana) también denominada bandurrita peruana o bandurrita serrana es una especie de ave paseriforme, la única del género monotípico Geocerthia de la familia Furnariidae. Es endémica de los Andes de Perú.

## Distribución y hábitat
Se distribuye por los Andes peruanos, desde el norte hasta el suroeste.
Esta especie es considerada poco común en su hábitat natural, los matorrales de faldeos rocosos y fragmentos de bosques de queñual entre los 2800 y 4200 m de altitud.

## Descripción
Mide entre 19 y 20 cm de longitud y pesa entre 44 y 52 g. El pico es bastante largo y curvo (pero menos que en otras bandurritas del género Upucerthia). Por arriba es pardo grisáceo con una lista superciliar estrecha blanquecina y un estriado pálido en la corona y parte superior del dorso; alas y cola en rufo contrastante. La garganta es blanca, por abajo es pardo grisáceo con estriado blanquecino prominente. Las patas son negras y robustas.

## Comportamiento
Es encontrada solitaria o a los pares, hurgando en el suelo con la cola usualmente levantada. Algunas veces sube a arbustos y árboles bajos.

### Reproducción
El nido es típicamente colocado en madrigueras excavadas en terraplenes.

### Vocalización
El canto es un trinado áspero con varias notas introductorias, «kiip, kip, kip trrrrrrr-r-r-r».

## Sistemática

### Descripción original
La especie G. serrana fue descrita por primera vez por el zoólogo polaco Władysław Taczanowski en 1875 bajo el nombre científico Upucerthia serrana; localidad tipo «Junín y Acancocha, Perú».

### Etimología
El nombre genérico femenino «Geocerthia» deriva del griego «geō, gē»: piso, tierra, y del género Certhia, los trepadores, en referencia a la similitud de los picos; y el nombre de la especie «serrana», proviene del español: serrano, de la sierra.

### Taxonomía
La presente especie estuvo anteriormente colocada en el género Upucerthia. Los estudios genético-moleculares de Chesser et al (2009) encontraron que no está ni cercanamente relacionada con ningún otro miembro de aquel género y propusieron un nuevo género Geocerthia para separarla. Esta modificación fue aprobada en la Propuesta N° 424 al Comité de Clasificación de Sudamérica (SACC) reconocimiento al nuevo género y separando la presente especie de Upucerthia. Amplios estudios posteriores corroboraron lo expuesto.

### Subespecies
Según las clasificaciones del Congreso Ornitológico Internacional (IOC) y Clements Checklist v.2018, se reconocen dos subespecies, con su correspondiente distribución geográfica:
- Geocerthia serrana serrana (Taczanowski, 1875) – Andes del norte y centro de Perú (Cajamarca al sur hasta Lima y Junín).
- Geocerthia serrana huancavelicae (Morrison, 1938) – Andes del sur de Perú (Huancavelica).